# Coelichneumon fulvibasalis
Coelichneumon fulvibasalis là một loài tò vò trong họ Ichneumonidae.